# Charlier Múzeum
A Charlier Múzeum Guillaume Charlier belga szobrász egykori brüsszeli házában található, a Saint-Josse-ten-Noode negyedben, az Avenue des Arts (Művészetek útja) 16. szám alatt.

## Története
A gyűjtemény alapjait Henri Van Cutsem műgyűjtő és mecénás hozta létre a 19. század végén. Korán elvesztette feleségét és leánygyermekét, utána csak a művészet pártolásában találta meg életének értelmét. 1890-ben neoklasszikus palotáját kibővíttette a megvásárolt szomszéd épülettel, hogy méltó környezetben tudja kincseit bemutatni. Az épületeket a neves belga építész, Victor Horta közreműködésével építették egybe.
Cutsem befogadta a házba az általa támogatott tehetséges realista szobrászt, Guillaume Charliert is feleségével, sőt a házat rájuk is hagyta. Így 1904 után Charlier folytatta a gyűjtemény bővítését. Ő aztán a végrendeletében az épületet, a bútorokat és a többi műalkotást Saint-Josse városnegyednek ajándékozta. Így a halála, 1925 után a ház alapítványi, illetve kerületi önkormányzati tulajdonba került, és 1928. október 21. óta Charlier Múzeumként működik.

## Gyűjteményei
A gyűjtemény eklektikus jellegű, számos értékes, főleg belga művészektől származó festmény mellett a szobrászat, a faliszőnyegek, az ötvösművészet is képviseltetik magukat. A XV. Lajos, XVI. Lajos- és empire stílusú bútorok mellett számos kínai berendezési tárgy is látható. Maga az épületbelső is szép példája a belga szecessziónak.

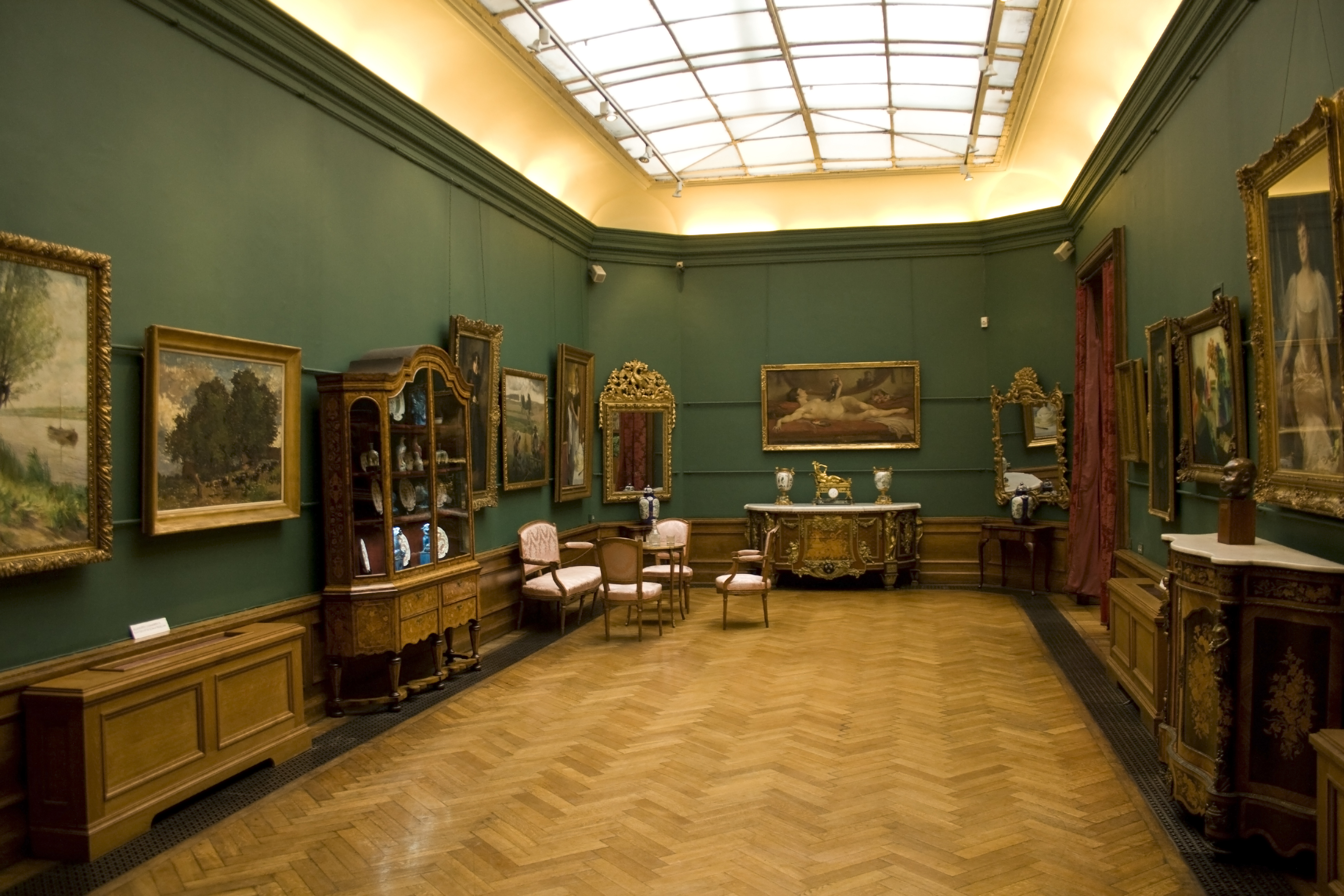
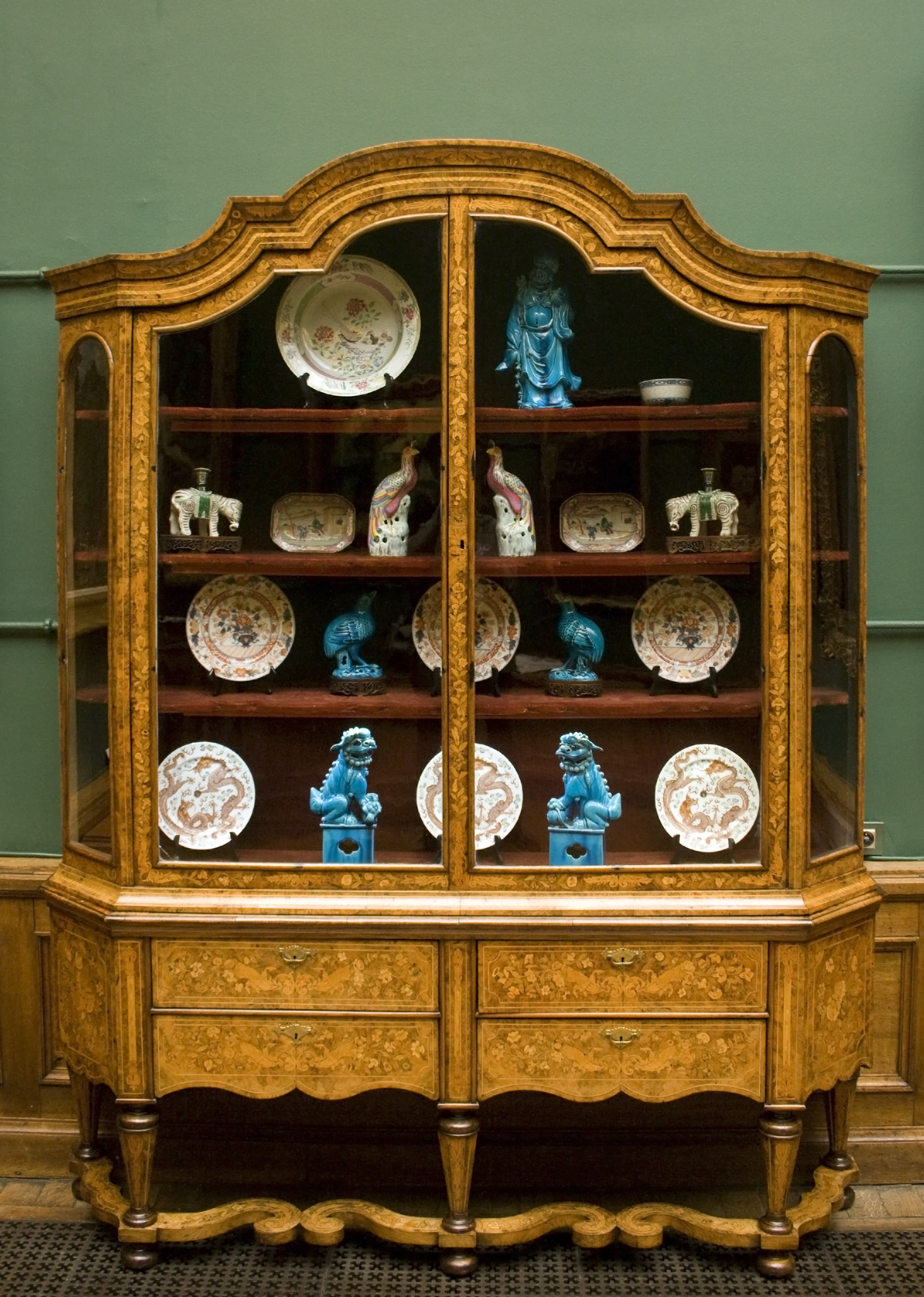
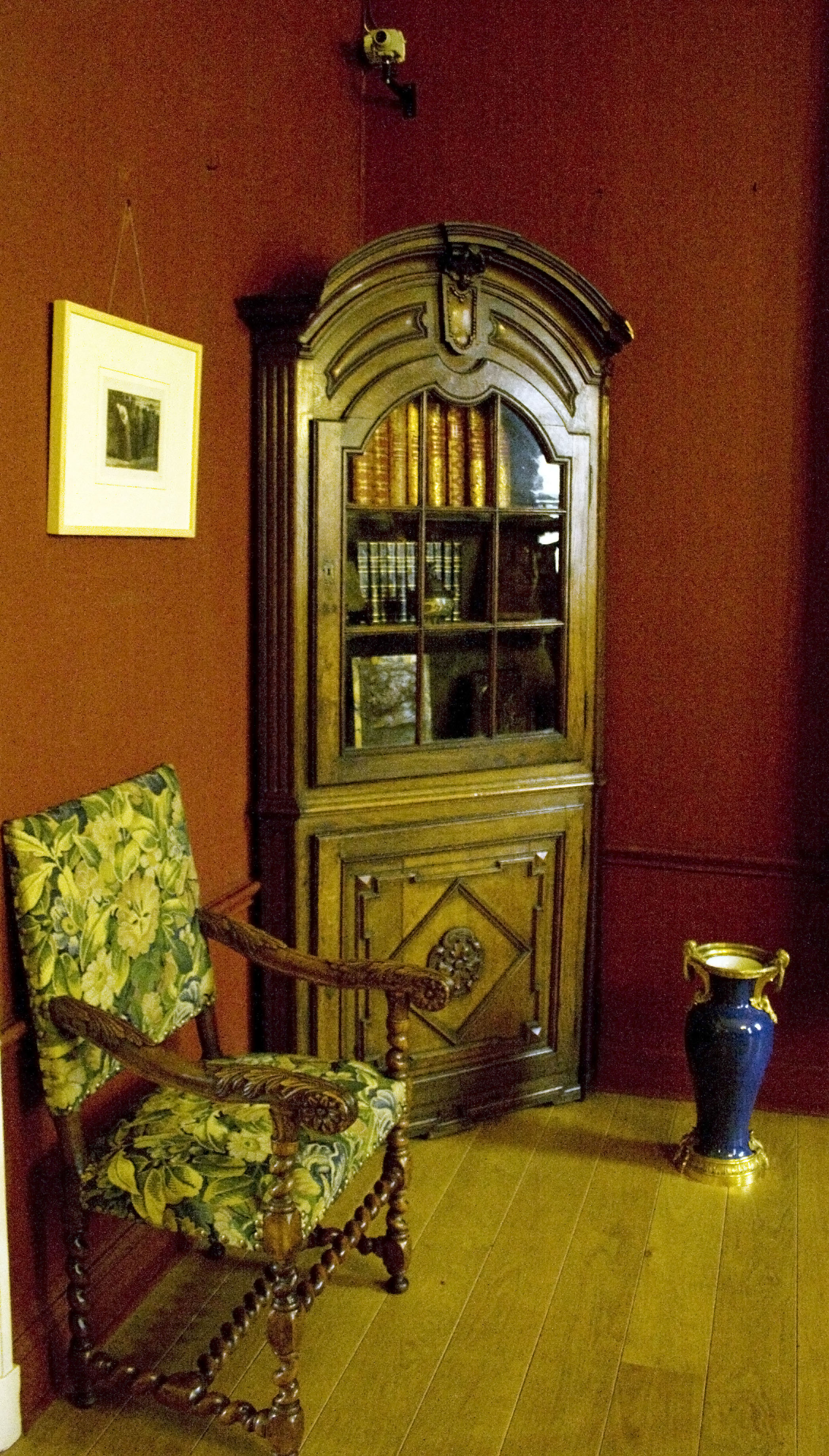
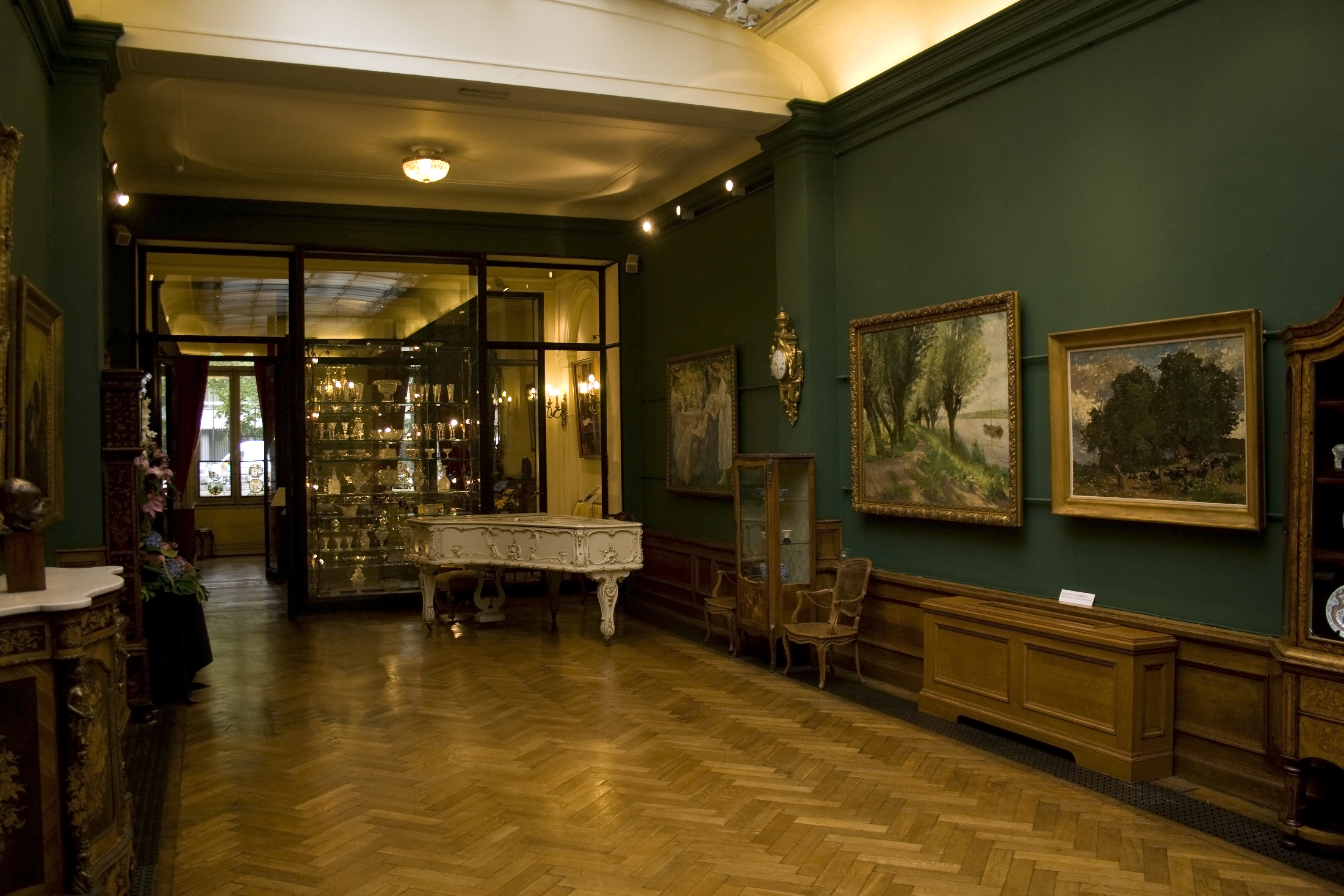

### Festészet
A múzeum festészeti gyűjteménye főleg a 19. század vége, a 20. század eleje belga művészeinek képeiből tevődik össze. Guillaume Charlier hagyatéka mellett a gyűjteményt sok más adomány is gazdagította.
A festmények a századforduló korából azt a művészeti korszakot reprezentálják, amelynek során az akadémizmus helyet adott a naturalizmusnak és az impresszionizmusnak. A korszak gazdag volt belgiumi tehetségekben (Hippolyte Boulenger, Guillaume Vogels, James Ensor) és újító mozgalmakban (XX-ak csoportja, Tervureni iskola) egyaránt. A művek egyaránt tükrözik alkotóik tehetségét, érzelmeit, de magas képzettségüket is. Charlier támogatta ugyan vásárlásaival a tehetséges fiatal művészeket, de csak értéket gyűjtött.
A kollekcióban sok tájkép látható, felhős egekkel, havas rónasággal, virágos tavaszi mezőkkel. Megtalálhatók azonban azoknak a festőknek a művei is, akik a századvég parasztjainak és munkásainak küzdelmes életét ábrázolták portréikon vagy zsánerképeiken.
A festmények mellett a múzeum sok rézkarcot, rajzot is bemutat, többek között Théodore Verstraete, Jehan Frison, Armand Rassenfosse műveiből, Félicien Rops polgárpukkasztó karikatúráiból.

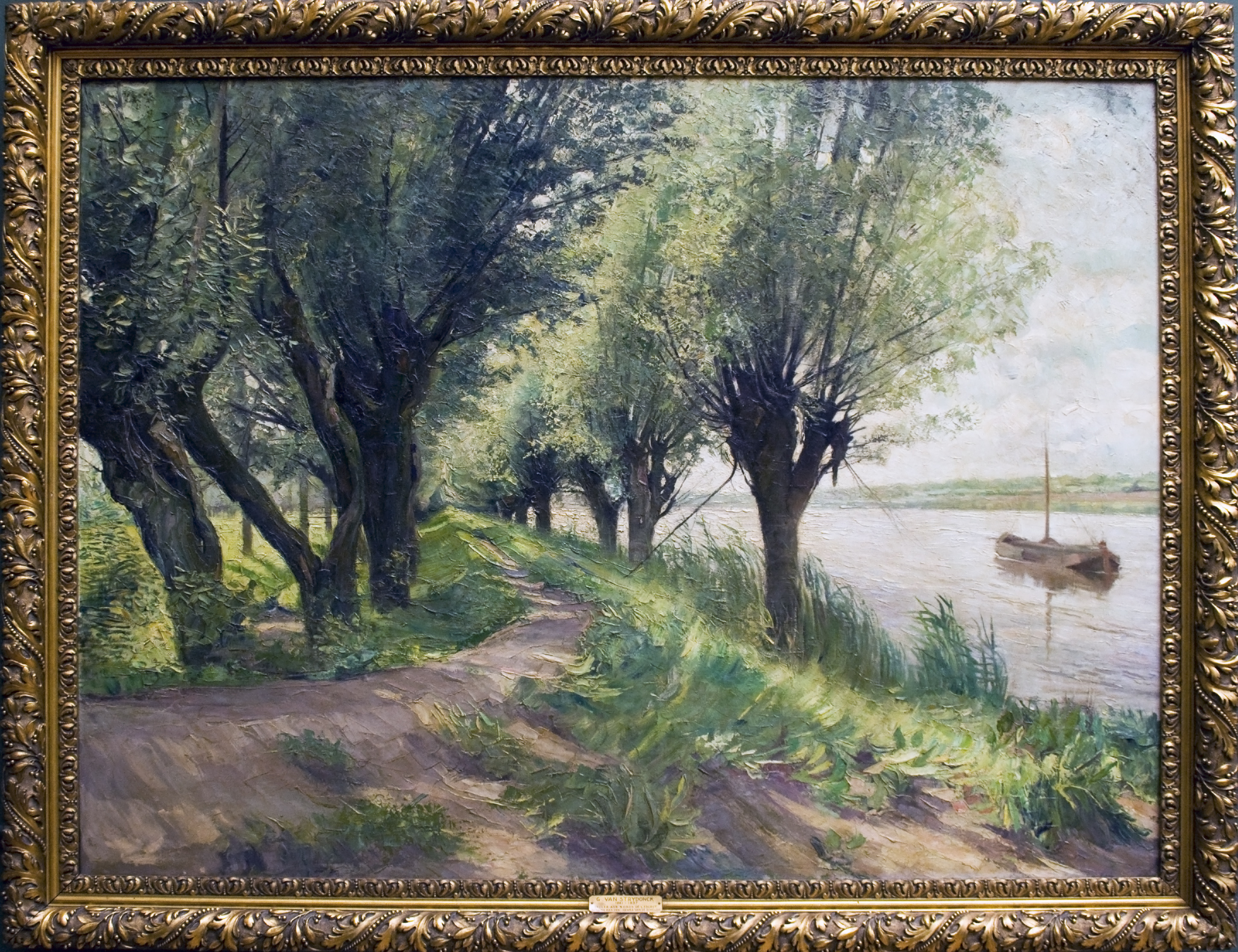
Guillaume van Strydonck: Fűzek a Schelde partján
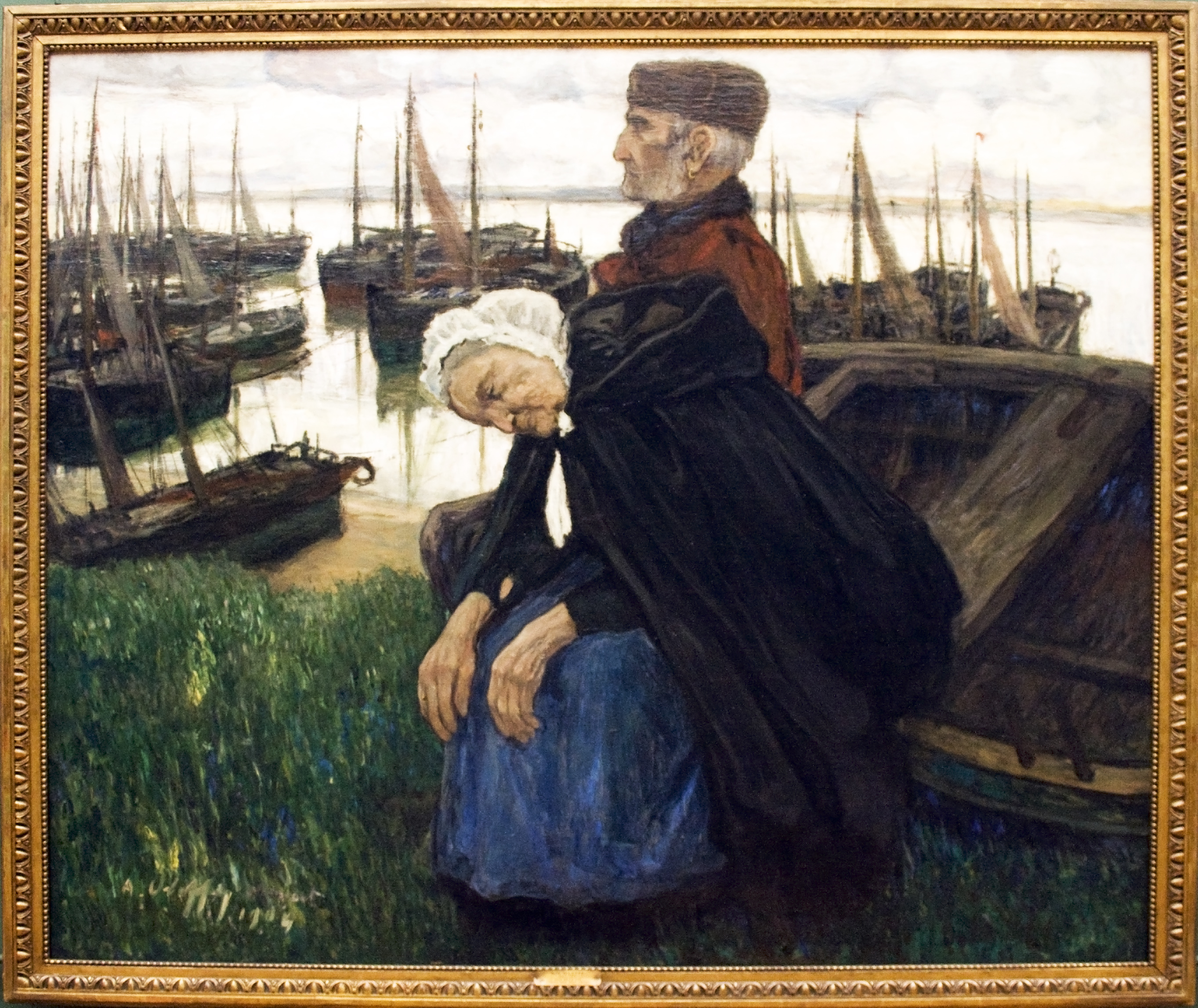
Auguste Oleffe: Az élet alkonyán
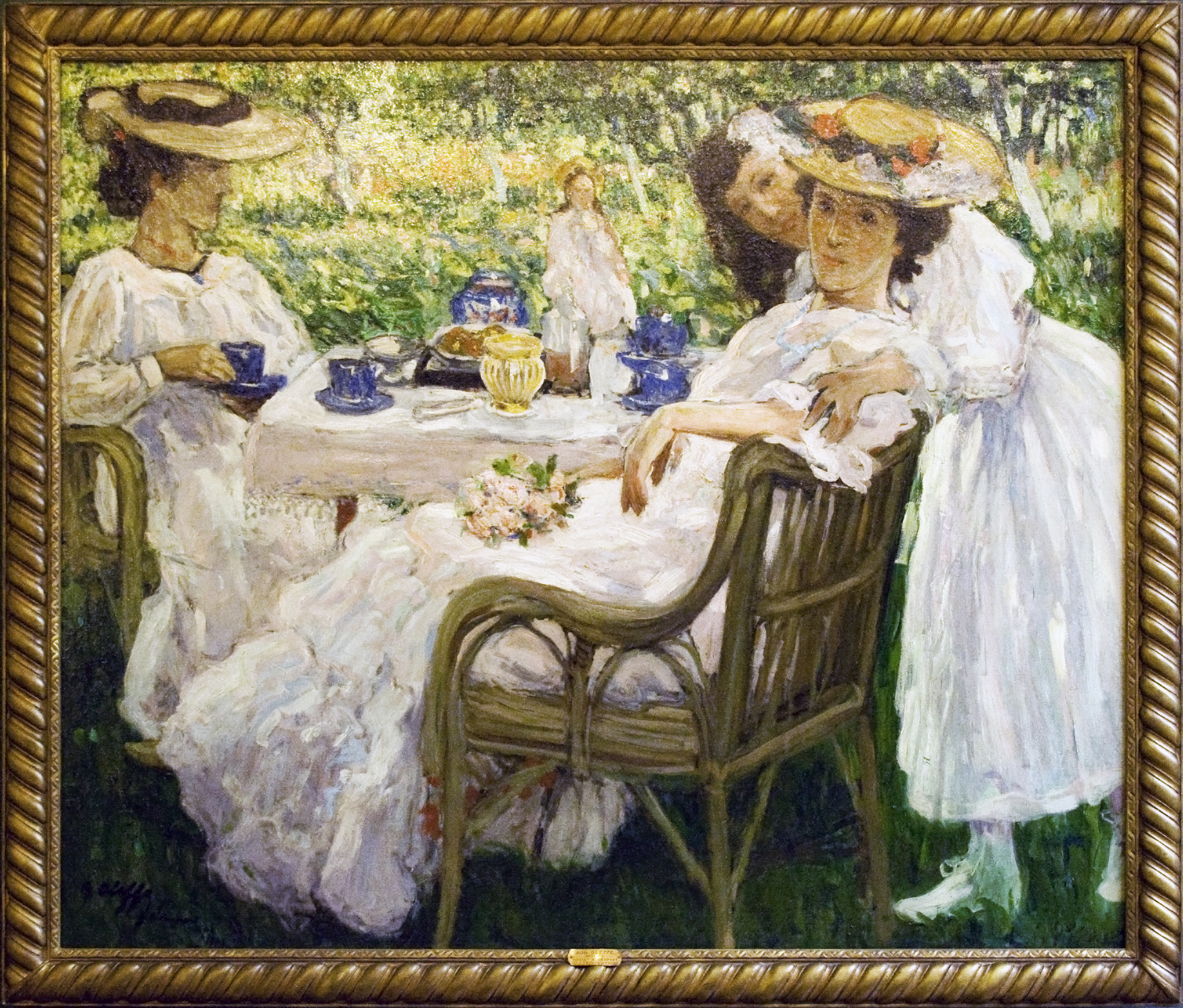
Auguste Oleffe: Július Nieuwpoortban
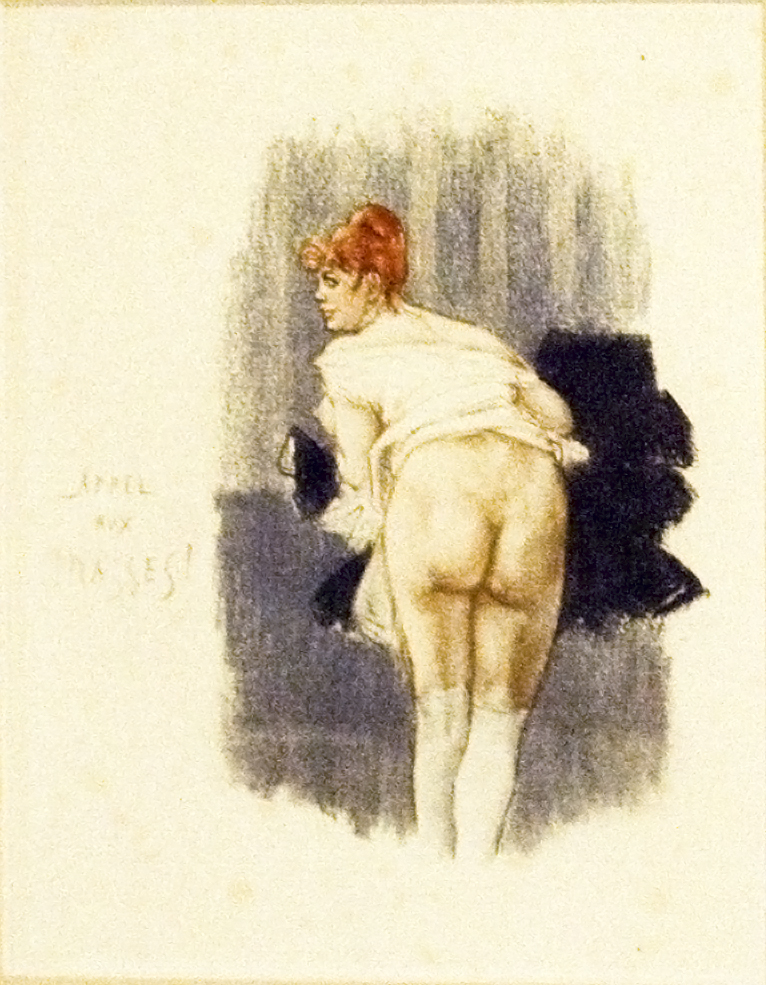
Félicien Rops: Felhívás a tömegekhez

### Szobrászat
A szobrászati gyűjtemény elsősorban a névadó Guillaume Charlier, valamint Rik Wouters és Albéric Collin műveiből áll. Ezek a művészek elhagyták a 19. század uralkodó romantikus-klasszikus és eklektikus irányzatát, hogy a társadalmi mondanivalójú realizmus felé forduljanak. A valósághoz ragaszkodás egyben megnyitja az utat a benyomások rögzítése, az impresszionizmus, sőt az expresszionizmus felé is, mely utóbbit Rik Wouters teljesítette be.

## Rendezvények
A múzeumban rendszeresen tartanak esténként, illetve délben - a közeli irodaházak dolgozóira gondolva - zenei programokat. Emellett gyakran előfordul, hogy magán- vagy társadalmi rendezvények céljára adják bérbe termeiket.

## Címe
avenue des Arts/Kunstlaan 16, 1210 Bruxelles
- Metróállomás: Arts-Lois/Kunst-Wet vagy Madou.

## Forrás
- Hivatalos honlap